# سیارک ۲۴۰۶۸
سیارک ۲۴۰۶۸ (به انگلیسی: 24068 Simonsen، نامگذاری:1999TR156) بیست و چهار هزار و شصت و هشتمین سیارک کشف شده‌است که در ۸ اکتبر ۱۹۹۹ کشف شد.
قدر مطلق سیارک برابر ۱۳٫۵ است.